# Worked All Europe
Worked All Europe albo WAE to najstarszy i najsławniejszy ze wszystkich dyplomów wydawanych przez DARC; przyznawany jest za łączność z amatorskimi stacjami ze wszystkich krajów europejskich i za europejskie wyspy na różnych pasmach.
Każdy potwierdzony kartą QSL kraj z listy krajów liczy się jako jeden punkt na danym paśmie, maksymalnie pięć pasm na kraj.
Stacje DX (pozaeuropejskie) mogą policzyć dwa punkty za każdą łączność na 160 m albo 80 m.
Dyplom WAE wydawany jest za każdy rodzaj emisji  oraz mixed (mieszany fonia i telegrafia).

## Dyplomy podstawowe
| Klasa dyplomu | Liczba krajów | Liczba punktów |
| ------------- | ------------- | -------------- |
| WAE III       | 40            | 100            |
| WAE II        | 50            | 150            |
| WAE I         | 60            | 200            |

posiadacze WAE I otrzymują specjalną odznakę WAE.

## WAE-TOP Plaque
W przeciwieństwie do WAE I-III, kraje skreślone nie mogą być zaliczone do WAE TOP Plaque.
| Klasa dyplomu | Liczba krajów | Liczba punktów |
| ------------- | ------------- | -------------- |
| WAE TOP       | 70            | 300            |

## WAE TROPHY
Wszystkie kraje, które są umieszczone na liście krajów w dniu zgłoszenia dyplomu WAE Trophy są zaliczane. Kraje skreślone nie mogą być zaliczone. Aby ubiegać się o wydanie WAE Trophy należy przedstawić potwierdzenie łączności (karty QSL) z każdym krajem z obowiązującej listy krajów WAE na dowolnych pięciu pasmach. Dozwolone są wszystkie pasma amatorskie.
Za potwierdzenia łączności z każdym krajem na sześciu albo więcej pasmach wydawane są nalepki.
Kandydaci do tego Trofeum mogą wziąć udział w rankingu Top List.
| Klasa dyplomu | Liczba krajów | Liczba punktów |
| ------------- | ------------- | -------------- |
| WAE Trophy    | 74            | 370            |

## WAE Classic
Ten dyplom wydawany jest według z pierwotnych zasad.
WAE Classic wydawany jest za jeden rodzaj emisji  2xCW albo 2xPhone w klasach WAE I, WAE  II i WAE III. Zalicza się łączności tylko na pasmach podstawowych 160 m, 80 m, 40 m, 20 m, 15 m i 10 m.
Zalicza się łączność na czterech pasmach za każdy kraj oraz ekstra punkt wydany za łączność z tą samą stacją na pięciu pasmach.

## WAEDC
Dyplom WAEDC można otrzymać po spełnieniu warunków na dyplom WAE ale łączności muszą być zrobione podczas dorocznych zawodów European DX-Contest.

## WAE 60
Z okazji 60 rocznicy rozpoczęcia wydawania dyplomu Worked All Europe wydaje się okolicznościowy dyplom WAE 60. Warunki zdobycia tego dyplomu są identyczne z dyplomami podstawowymi WAE. Różnicą jest tylko okres, w którym należy przeprowadzić łączności (między 9 sierpnia i 14 września 2008) oraz fakt, że dyplom jest bezpłatny.

## Lista skreślonych krajów WAE
| Prefiks | Kraj              | Zaliczane od     | Zaliczane do        |
| ------- | ----------------- | ---------------- | ------------------- |
| 9S4     | Terytorium Saary  | 8 listopada 1947 | 31 grudnia 1956     |
| I1      | Triest            |                  | 31 marca 1957       |
| UN      | Karelo-Fińska SRR |                  | 30 czerwca 1960     |
| DL      | Niemcy            |                  | 16 września 1973    |
| Y2      | NRD               | 17 września 1973 | 2 października 1990 |
| UA1N    | Karelia           | 1 lipca 1960     | 31 grudnia 1991     |
| OK      | Czechosłowacja    |                  | 31 grudnia 1992     |